# 시스터스 오브 머시
시스터스 오브 머시(The Sisters of Mercy)는 잉글랜드 리즈에서 결성된 록 밴드이다.